# Marie Sýkorová
Marie Sýkorová (České Budějovice, 1952. november 18. – 2018. március 13. előtt) olimpiai ezüstérmes csehszlovák válogatott cseh gyeplabdázó.

## Pályafutása
Tagja volt az 1980-as moszkvai olimpián ezüstérmes csehszlovák válogatottnak. Az 1980-as években a České Budějovice-i Meteor meghatározó játékosa volt. 1986-ban, 1987-ben és 1988-ban az év női gyeplabdázójának választották Csehszlovákiában.

## Sikerei, díjai
- Az év női gyeplabdázója (1986, 1987, 1988)
- Olimpiai játékok
  - ezüstérmes: 1980, Moszkva